# Vedbendærenpris
Vedbendærenpris (Veronica hederifolia), ofte skrevet vedbend-ærenpris, er en enårig, 10-30 centimeter høj plante i vejbred-familien. Den har nedliggende til opstigende stængler, der ikke er rodslående. Bladene er håndstrengede og 3-5-lappede. De lyslilla blomster er enlige og blomsterstilken er mindre end dobbelt så lang som støttebladet. Underarten kratærenpris (subsp. lucorum) har blade med afrundet midterlap og længere frugtstilke.
I Danmark er vedbendærenpris almindelig på kulturjord, i krat og lysåben skov. Den blomstrer i april til juni.